# Shō Jun (1660)
Shō Jun (尚純 (Thượng Thuần)  1660–1706) là một vương thế tử (thái tử) của vương quốc Lưu Cầu, con trai cả của vua Shō Tei. Ông có đồng danh là Tư Đức Kim. Theo Trung Sơn thế phả, Shō Jun có tư chất thông minh, hiếu học sùng đạo. Ông còn là một thi nhân với tác phẩm "Trung Sơn thi văn tập", một tuyển tập tuyệt cú.
Năm lên 9 tuổi, ông được phong làm Vương tử Nakagusuku, và được cấp magiri (gian thiết) Sashiki và Nakagusuku làm lãnh địa. Lãnh địa của ông được chuyển thành magiri Kume Gushikawa năm 1676, và magiri Sashiki và Nakazato năm 1689.
Ông qua đời năm 1706 trước khi có thể kế vị ngai vàng của vương quốc, được táng tại Tamaudun, tức lăng mộ hoàng gia.